# كارلوس بينا فيغا
كارلوس بينا فيغا  (بالإنجليزية: Carlos PenaVega, Jr)‏ مواليد 15 أغسطس 1989 في كولومبيا، ميزوري، الولايات المتحدة، هو ممثل أمريكي بدأ مسيرته الفنية عام 2004.

## الأعمال
- 2004: إي آر (الدور: أرلو اسكوبار)
- 2005: القاضية إيمي (الدور: ديجو فالدزيرا )

## وصلات خارجية
- كارلوس بينا فيغا على موقع IMDb (الإنجليزية)
- كارلوس بينا فيغا على موقع ميوزك برينز (الإنجليزية)
- كارلوس بينا فيغا على موقع أول ميوزيك (الإنجليزية)
- كارلوس بينا فيغا على موقع ديسكوغز (الإنجليزية)
- كارلوس بينا فيغا على موقع قاعدة بيانات الفيلم (الإنجليزية)

قالب:الرقص مع النجوم الموسم الحادي والعشرين